# 渡辺賢二
渡辺 賢二（わたなべ けんじ、1969年10月 - ）は、日本の化学者（天然物有機化学）。学位は博士（農学）（北海道大学・2000年）。静岡県立大学薬学部教授・大学院薬学研究院教授、株式会社アデノプリベント取締役。
ウィスコンシン大学マディソン校薬学部博士研究員、スタンフォード大学化学部博士研究員、北海道大学大学院農学研究科助手、南カリフォルニア大学薬学部研究助教授、北海道大学大学院理学研究院特任助教、岡山大学異分野融合先端研究コアテニュアトラック助教、静岡県立大学大学院薬学研究科准教授などを歴任した。

## 概要
天然物有機化学を専攻する日本の化学者である。ケンドール・ハックらとともにアスペルギルス属の生合成を研究し、生体内でのambimodal反応の存在を世界で初めて証明した。ウィスコンシン大学、スタンフォード大学で研究に従事し、のちに母校である北海道大学をはじめ、南カリフォルニア大学、岡山大学、静岡県立大学などで教鞭を執った。

## 来歴

### 生い立ち
1969年10月に生まれた。北海道大学に進学し、農学部の生物機能化学科で学んだ。1996年3月に北海道大学を卒業した。その後は北海道大学の大学院に進学し、農学研究科で学んだ。1998年3月には、北海道大学の大学院における博士前期課程を修了した。同年4月より、日本学術振興会の特別研究員となった。2000年6月には、同じく北海道大学の大学院における博士後期課程を修了した。それに伴い、博士（農学）の学位を取得した。

### 研究者として
アメリカ合衆国に渡り、2000年3月よりウィスコンシン大学のマディソン校にて薬学部の博士研究員を務めた。なお、同年7月より、日本学術振興会の特別研究員となった。2001年3月にスタンフォード大学に転じ、化学部の博士研究員を務めた。その後、日本に戻り、2003年4月より母校である北海道大学の大学院にて、農学研究科の助手に就任した。農学研究科においては、応用生命科学専攻の講義を担当した。2004年7月には南カリフォルニア大学に転じ、薬学部の主任助教を務めることになった。2006年7月には、南カリフォルニア大学の薬学部にて、研究助教授に昇任した。2008年7月には北海道大学に転じ、大学院の理学研究院にて特任助教に就任した。理学研究院においては化学部門に所属しており、主として大学院の化学専攻の講義を担当した。2009年1月には岡山大学に転じ、異分野融合先端研究コアのテニュアトラック助教に就任した。同年9月には静岡県立大学に転じ、大学院にて薬学研究科の准教授に就任した。薬学研究科においては、主として薬学専攻の講義を担当した。なお、静岡県立大学においては、薬学部の准教授を兼務した。また、薬学研究科と生活健康科学研究科が統合され、2研究院1学府に再編されると、それに伴い新たに発足した薬学研究院の准教授に就任した。2016年には、静岡県立大学の薬学部にて教授に昇任した。また、静岡県立大学の大学院にて、薬学研究院の教授を兼務した。

## 研究
専門は化学であり、特に天然物有機化学などの分野を研究していた。具体的には、有用な天然物の生合成の研究に従事していた。また、化学者のケンドール・ハック、イー・タン、大橋雅生、佐藤道大らとともに、アスペルギルス属が生産するレポリンCの生合成について共同研究したことでも知られている。酵素がディールス・アルダー反応とヘテロ・ディールス・アルダー反応を制御せず、酵素LepIがディールス・アルダー反応の生成物を基質としレトロクライゼン転位を触媒する経路が生じることで、ヘテロ・ディールス・アルダー反応にて与える生成物と同一の生成物を与えることを明らかにした。この研究により、生体内におけるambimodal反応の実在性が世界で初めて証明された。
これまでの業績は高く評価されており、日本農芸化学会からは「生合成工学を用いた抗腫瘍性抗生物質テトラヒドロイソキノリン類の創薬」に対して農芸化学研究企画賞、「生合成機能の高度異種発現に基づく次世代物質生産」に対して農芸化学奨励賞、さらにBBB論文賞を授与されている。また、日本薬学会からは「生物のゲノム情報を活用した有用天然物生合成機構の解明および生物合成」に対して学術振興賞が授与されている。そのほか、「生合成酵素の探索およびポリケチド生合成遺伝子を用いた生合成工学」に対して天然物化学談話会から奨励賞、「天然物生合成を利用したキノオキサリン型抗生物質合成システムの構築」に対して有機合成化学協会から第一製薬研究企画賞、天然有機化合物討論会から奨励賞を授与されている。さらに「抗生物質の化学構造多様性を生み出す酵素の発見とそれら酵素による生物的全合成」に対して、日本感染症医薬品協会から住木・梅澤記念賞を授与されている。2019年度の教員活動評価にて特に高く評価され、2020年に静岡県立大学学長表彰を受けた。
日本薬学会、日本農芸化学会、日本化学会、有機合成化学協会、アメリカ薬学会、アメリカ化学会、といった学術団体に所属していた。
また、大腸癌のリスク因子測定事業を手掛ける大学発ベンチャーを起ち上げることになり、アデノプリベントの取締役に就任した。

## 略歴
- 1969年 - 誕生[1]。
- 1996年 - 北海道大学農学部卒業[2][3]。
- 1998年 - 北海道大学大学院農学研究科博士前期課程修了[2]。
- 1998年 - 日本学術振興会特別研究員[3]。
- 2000年 - ウィスコンシン大学マディソン校薬学部博士研究員[5]。
- 2000年 - 北海道大学大学院農学研究科博士後期課程修了[2][3]。
- 2000年 - 日本学術振興会特別研究員[3]。
- 2001年 - スタンフォード大学化学部博士研究員[3][5]。
- 2003年 - 北海道大学大学院農学研究科助手[3][5]。
- 2004年 - 南カリフォルニア大学薬学部主任助教[3]。
- 2006年 - 南カリフォルニア大学薬学部研究助教授[3]。
- 2008年 - 北海道大学大学院理学研究院特任助教[3][5]。
- 2009年 - 岡山大学異分野融合先端研究コアテニュアトラック助教[3]。
- 2009年 - 静岡県立大学大学院薬学研究科准教授[3][5]。
- 2009年 - 静岡県立大学薬学部准教授。
- 2012年 - 静岡県立大学大学院薬学研究院准教授。
- 2016年 - 静岡県立大学薬学部教授[5]。
- 2016年 - 静岡県立大学大学院薬学研究院教授。

## 賞歴
- 2004年 - 天然物化学談話会奨励賞[10][11][15]。
- 2005年 - 有機合成化学協会第一製薬研究企画賞[10][11][16]。
- 2005年 - 天然有機化合物討論会奨励賞[10][11]。
- 2006年 - 農芸化学研究企画賞[9][10][11]。
- 2008年 - 農芸化学奨励賞[10][11][12]。
- 2009年 - BBB論文賞[10][11][13]。
- 2014年 - 日本薬学会学術振興賞[10][11][14]。
- 2014年 - 住木・梅澤記念賞[10][11][17]。
- 2020年 - 静岡県立大学学長表彰[18]。